# Mingəçeviri-víztározó
A Mingɘçeviri-víztározó egy 605 km2 területű, 15 730 km3 térfogatú mesterséges tó Azerbajdzsánban. Az ország legnagyobb tava. A víztározót Kura folyón 1953-ban épített gáttal duzzasztották.

## Fordítás
- Ez a szócikk részben vagy egészben  a   Mingachevir reservoir című angol Wikipédia-szócikk ezen változatának fordításán alapul.  Az eredeti cikk szerkesztőit annak laptörténete sorolja fel. Ez a jelzés csupán a megfogalmazás eredetét és a szerzői jogokat jelzi, nem szolgál a cikkben szereplő információk forrásmegjelöléseként.